# I’ll Stand by You
I’ll Stand by You – piosenka zespołu The Pretenders, z szóstego studyjnego albumu zatytułowanego Last of the Independents. Piosenka została napisana przez liderkę zespołu Chrissie Hynde we współpracy z zawodowymi autorami piosenek Tomem Kellym i Billym Steinbergiem. Singel został wydany w 1994 roku.

## Listy przebojów
| Lista (1994)                      | Najwyższa pozycja |
| --------------------------------- | ----------------- |
| Australia ARIA Singles Chart      | 8                 |
| UK Singles Chart                  | 10                |
| U.S. Billboard Hot 100            | 16                |
| U.S. Billboard Modern Rock Tracks | 21                |
| Szwecja Top 60 Singles            | 21                |

## I’ll Stand by Youw wykonaniu girls bandu Girls Aloud
Wersja Girls Aloud jest drugim singlem promującym płytę Greatest Hits The Sound of Girls Aloud. Oficjalna premiera singla miała miejsce w Wielkiej Brytanii 15 listopada 2004 roku.
Piosenka dotarła do 1 miejsca zestawienia Billboard na Wyspach Brytyjskich.

### Listy przebojów
| Lista (2004)           | Najwyższa pozycja |
| ---------------------- | ----------------- |
| UK Singles Chart       | 1                 |
| Irlandia Singles Chart | 3                 |
| Grecja Singles Chart   | 5                 |
| Polska Singles Chart   | 51                |

## I’ll Stand by Youw wykonaniu Carrie Underwood
W 2007 roku powstał kolejny cover piosenki I’ll Stand by You nagrany przez Carrie Underwood, uczestniczkę programu Idol Gives Back. Piosenka jest singlem charytatywnym – dochód ze sprzedaży został przeznaczony na pomoc ludności Afryki.

### Listy przebojów
| Lista (2007)                     | Najwyższa pozycja |
| -------------------------------- | ----------------- |
| Filipiny Airplay Chart           | 1                 |
| U.S. Billboard Hot 100           | 6                 |
| U.S. Billboard Pop 100           | 6                 |
| U.S. Billboard Hot Country Songs | 41                |
| United World Chart               | 21                |